# کنچی (فراهان)
کنچی روستایی در دهستان خنجین بخش خنجین شهرستان فراهان استان مرکزی ایران است.

## جمعیت
بر پایه سرشماری عمومی نفوس و مسکن در سال ۱۳۹۵ جمعیت این مکان ۵ نفر (۴خانوار) بوده‌است.